# Літтл-Америка (Вайомінг)
Літтл-Америка (англ. Little America) — переписна місцевість (CDP) в США, в окрузі Світвотер штату Вайомінг. Населення — 47 осіб (2020).

## Географія
Літтл-Америка розташований за координатами 41°32′55″ пн. ш. 109°52′38″ зх. д. / 41.54861° пн. ш. 109.87722° зх. д. (41.548596, -109.877093).  За даними Бюро перепису населення США в 2010 році переписна місцевість мала площу 7,05 км², з яких 7,03 км² — суходіл та 0,02 км² — водойми.

## Демографія
Згідно з переписом 2010 року, у переписній місцевості мешкало 68 осіб у 22 домогосподарствах у складі 15 родин. Густота населення становила 10 осіб/км².  Було 42 помешкання (6/км²).
Расовий склад населення:
| - 75,0 % — білих - 4,4 % — чорних або афроамериканців - 20,6 % — осіб інших рас |

До двох чи більше рас належало 0,0 %. Частка іспаномовних становила 45,6 % від усіх жителів.
За віковим діапазоном населення розподілялося таким чином: 38,2 % — особи молодші 18 років, 61,8 % — особи у віці 18—64 років, 0,0 % — особи у віці 65 років та старші. Медіана віку мешканця становила 25,7 року. На 100 осіб жіночої статі у переписній місцевості припадало 100,0 чоловіків;  на 100 жінок у віці від 18 років та старших — 90,9 чоловіків також старших 18 років.
Цивільне працевлаштоване населення становило 74 особи. Основні галузі зайнятості: роздрібна торгівля — 100,0 %.